# Enrico Ortolani
Enrico Ortolani (Roma, 16 dicembre 1883 – Roma, 1972) è stato un pittore e illustratore italiano.

## Biografia
Enrico Ortolani ha frequentato l'Accademia di Belle Arti di Roma sotto la guida di Luigi Bazzani per la scenografia e di Ettore Ferrari per il disegno. Ha seguito le lezioni di arte decorativa di Alessandro Morani, all'Istituto Artistico Industriale.
Nel 1902, alla mostra degli Amatori e Cultori di Roma, ha presentato un olio riproducente il Gran Sasso. Fece parte dei XXV della campagna romana, col soprannome di "Guitto", subendo l'influenza della ricchezza cromatica di Onorato Carlandi. Si unì anche ad un altro sodalizio di artisti, denominato De corda Latii. Dipinse paesaggi grandiosi, quasi solenni, come le Alpi Apuane e le isole del Golfo di Napoli. Eseguì paesaggi anche ad acquerello, disegnò copertine per libri e pubblicità. Ha insegnato all'Istituto romano, sito nel Complesso monumentale di San Michele a Ripa Grande. Nel 1941, insieme a Diego Pettinelli, fu incaricato di restaurare le lunette del quadriportico del Verano. Lo chiamavano scherzosamente "Ragno ciancone".
Le spoglie di Enrico Ortolani riposano nella tomba di famiglia al Cimitero Monumentale del Verano nel Comune di Roma ove vi è una via a lui intitolata nel quartiere Ostiense. I discendenti della sua famiglia vivono tuttora a Roma nei quartieri Nomentano-Italia e Trieste-Salario.

### Esposizioni
Enrico Ortolani ha esposto le sue opere con la Società Amatori e Cultori di Belle Arti, Roma; alla mostra Nazionale di Grigio-verdi, a Napoli; alla Biennale di Roma; alla mostra di Palazzo Pitti del 1922 e, lo stesso anno, alla mostra dei XXV della campagna romana.
Ha preso parte anche a:
- I Quadriennale d'Arte Nazionale;
- II Quadriennale d'Arte Nazionale;
- III Quadriennale d'Arte Nazionale;
- IV Quadriennale d'Arte Nazionale;
- Rassegna Nazionale di Arti figurative (V Quadriennale);
- VI Quadriennale Nazionale d'Arte.

Suoi quadri sono stati acquistati dai reali d'Italia, dal Ministero dell'Istruzione, dal Comune di Roma e figurano in gallerie pubbliche.

### Opere
- Amalfi, esposto alla Prima Quadriennale d'Arte di Roma,
- Veduta di San Pietro e Castel Sant'Angelo dal Tevere con barcaioli (acquarello),
- Nel vicolo,
- Campagna romana, 1923 (acquerello),
- Paesaggio toscano, primi del Novecento (olio su tavola),
- Porto Marghera,
- Le Fornaci,
- La caserma,
- Paesaggio umbro, esposto alla VI Quadriennale d'Arte di Roma (1952),
- Paesaggio malcenise, esposto alla VI Quadriennale d'Arte di Roma (1952),
- Alpi Apuane, esposto nella Galleria Nazionale d'arte Moderna di Roma,
- Superstiti, esposto nella Galleria Nazionale d'arte Moderna di Roma,
- Roma sparita, esposto nel Museo di Roma,
- I veterani,
- Castel Porzian,
- Pergola, 1926, acquistato dal Re d'Italia,
- Dalla Consuma, 1927.